# Kovera

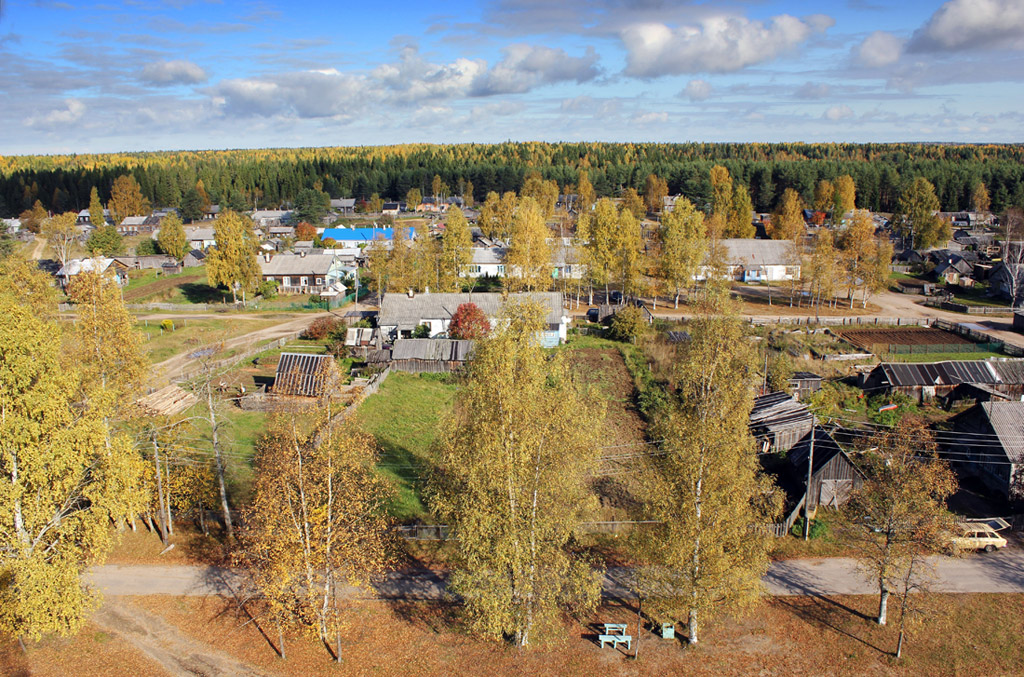
Kovera en septembre.

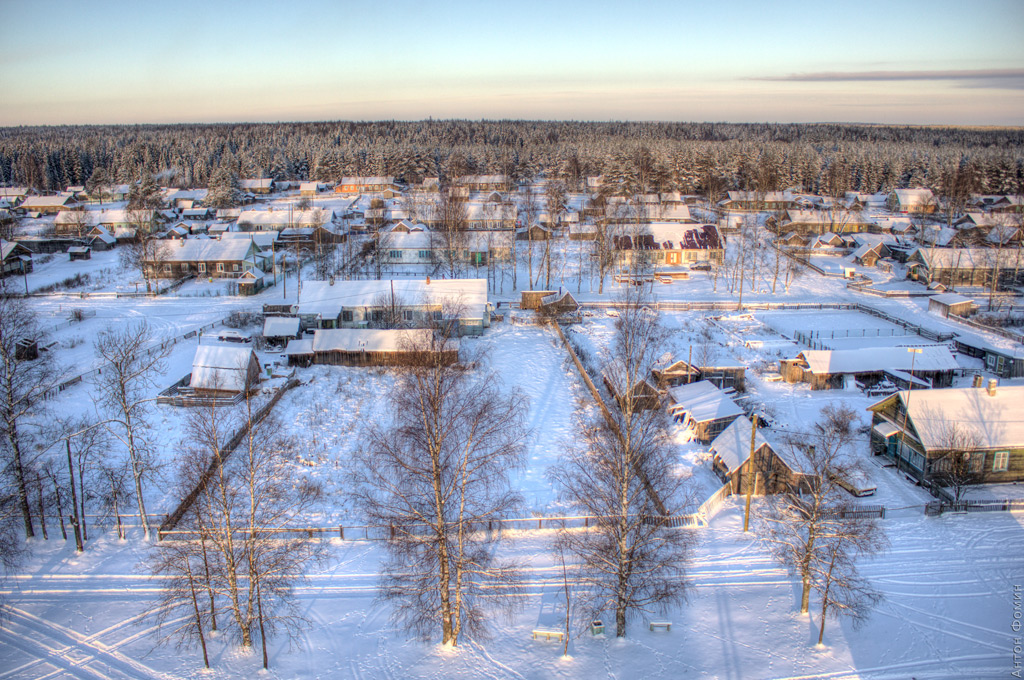
Kovera en décembre.

Kovera (Ко́вера, carélien : Koveri) est un village en république de Carélie (Russie) appartenant à la commune rurale de Kovera. 

## Géographie
Le village se trouve au bord de la rivière Terga à 20 kilomètres au nord d'Olonets et à 120 kilomètres au sud de la capitale de la république de Carélie, Petrozavodsk.

## Mémorial
Un monument aux morts des soldats soviétiques morts dans les camps de concentration finlandais pendant la guerre soviéto-finlandaise de 1941-1944 a été érigé à Kovera.

## Environnement
On trouve à 400 mètres à l'ouest du village le marais de Terga (44 hectares), site environnemental typique de la plaine d'Olonets
On trouve également à  800 mètres à l'est du village le marais de Kovera (14 hectares) lieu également protégé

## Population
La population était de 524 habitants en 2009 et de 399 habitants en 2013.

## Climat
Le climat de Kovera est continental avec une longue période d'hiver aux températures négatives. La température moyenne en janvier est de -16°\-18°. La couverture neigeuse se forme à partir du début du mois de novembre atteignant son maximum au début du mois de mars, 55\65 cm en moyenne. Le printemps est plutôt ensoleillé et l'été est court. Les températures moyennes en juillet sont de 16°\17°. Le maximum enregistré est de 36,8°. L'humidité est constante au bord des rivières, lacs et marais.
| Température moyenne mensuelle |         |         |      |       |      |       |         |       |           |         |          |          |
| Mois                          | Janvier | Février | Mars | Avril | Mai  | Juin  | Juillet | Août  | Septembre | Octobre | Novembre | Décembre |
| Température С°                | -9.2    | -8.7    | -4.2 | +3.0  | +9.6 | +14.5 | +16.8   | +14.5 | +9.6      | +4.0    | -3.3     | -7.8     |